# Liste der Naturdenkmale in Bodenheim
Die Liste der Naturdenkmale in Bodenheim nennt die im Gemeindegebiet von Bodenheim ausgewiesenen Naturdenkmale (Stand 1. Mai 2024).

## Naturdenkmale
| Nr.         | Bezeichnung                     | Lage                           | Beschreibung             | Bild                                    |
| ----------- | ------------------------------- | ------------------------------ | ------------------------ | --------------------------------------- |
| ND-7339-005 | Platanen an der alten Turnhalle | Mainzer Straße, bei Nr. 4 Lage | Platanus sp., zwei Bäume | Direkt Bild zu diesem Denkmal hochladen |